# Johann-Christof Laubisch

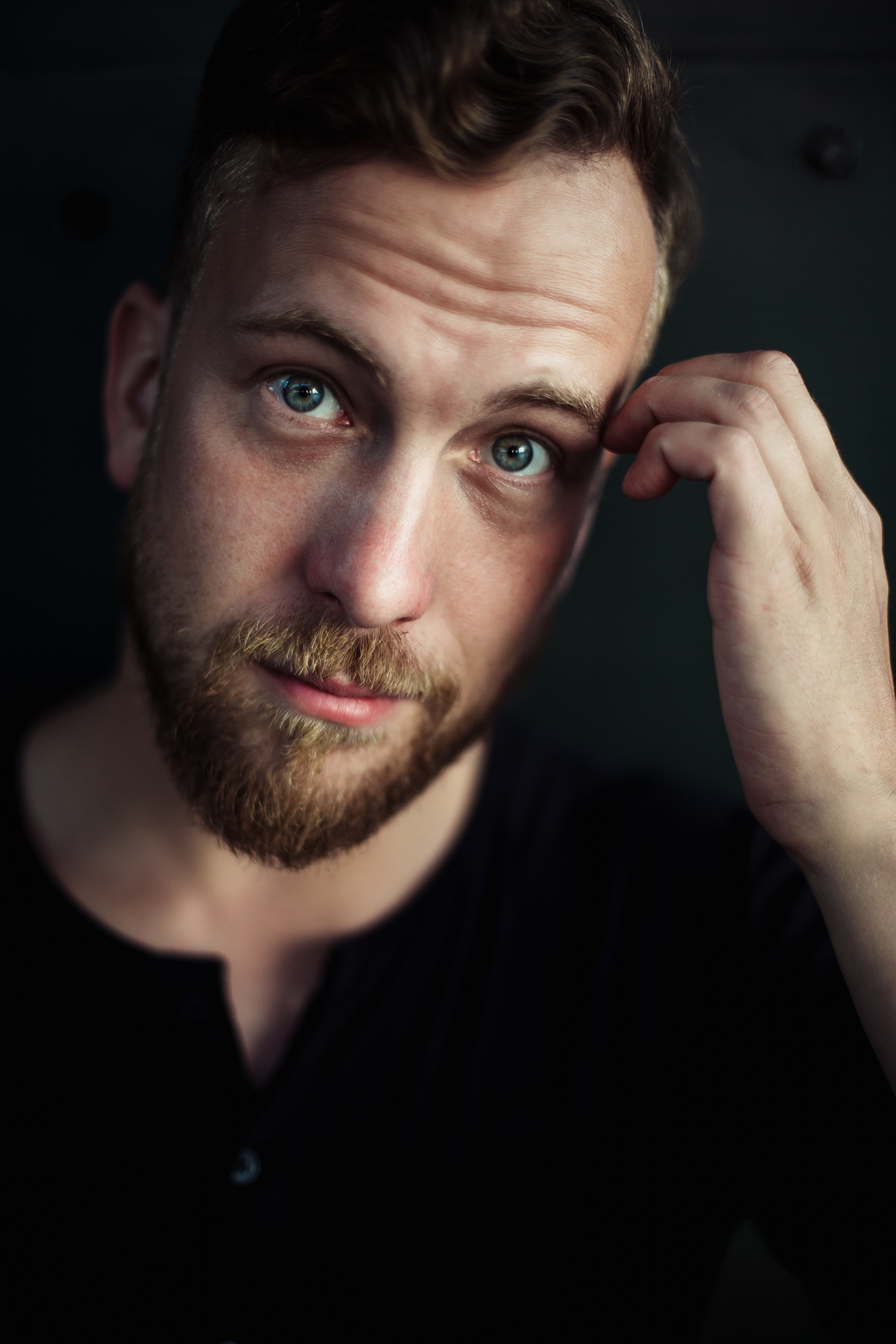
Johann-Christof Laubisch (2018)

Johann-Christof Laubisch, Pseudonym Le First (* 14. November 1986 in Berlin) ist ein deutsch-französischer Schauspieler, Rapper und Autor.

## Leben
Laubisch wuchs in Berlin-Köpenick auf und besuchte das Französische Gymnasium Berlin.
Schon mit sechs Jahren war er Mitglied der Schöneberger Sängerknaben und trat mit dem Knabenchor u. a in der Deutschen Oper Berlin und dem Metropoltheater auf.
Im Alter von vierzehn Jahren zog ihn die HipHop Kultur in den Bann und er war als Graffiti-Artist und Rapper unter dem Pseudonym Le First unterwegs.
Er absolvierte seine Schauspielausbildung von 2011 bis 2014 an der Theaterakademie Vorpommern unter Leitung von Herbert Olschok. Auf die Ausbildung folgte 2014/2015 eine Spielzeit an der Vorpommerschen Landesbühne Anklam und dem Theater Neubrandenburg/Neustrelitz. Dort spielte er unter anderem Kotschkarjow in Die Heirat, Demetrius in Ein Sommernachtstraum, Norman Basset in CASH – Und ewig rauschen die Gelder und D’Artagnan in Die drei Musketiere.
Von 2015 bis 2019 war er fest am Mittelsächsischen Theater engagiert. Dort arbeitete er mit Regisseuren wie Martin Olbertz, Ralf Peter Schulze, Jürgen Mai und Thomas Roth zusammen. Zu seinen wichtigen Arbeiten in der Zeit zählen „Der Vorname“ (Claude), „Die Olsenbande dreht durch“ (Benny), „Auf Eis“ (Basti), „Die Schneekönigin“ (Kay) und „Hamlet“ (Laertes).
Zudem fing Johann Christof Laubisch in der Zeit vermehrt an, Rap- und Schauspielworkshops zu geben. So entstand das Klassenzimmerprojekt „Das rappende Klassenzimmer“, in denen er Kindern und Jugendlichen die HipHop Kultur näher bringt und ihnen beim Schreiben von eigenen Texten hilft. Er tourte damit durch über 200 Klassen in Mittelsachsen.
Mit der Tänzerin Martina Morasso inszenierte er die Stückentwicklungen „Rencontre“ und „Du & Ich“ am Festspielhaus Hellerau und am Mittelsächsischen Theater.
Des Weiteren arbeitet er seit 2017 als freier Autor für den Kulturteil der Freien Presse Chemnitz, seit 2020 zusätzlich für die Berliner Zeitung und das CN-Magazin von Casting-Network.
Seit 2019 wohnt Johann-Christof Laubisch freischaffend in Köln. Er spielte unter anderem im KRESCH-Theater in Krefeld, dem Schauspiel Köln und an der Burghofbühne Dinslaken. Außerdem stand er 2019 für den Kinofilm Je Suis Karl von Christian Schwochow vor der Kamera.
Ende 2019 ging der Schauspiel-Podcast „Spielplatz“ mit seinem Kollegen Cedric Sprick on Air. Der Podcast erreichte inzwischen über 10 Millionen Hörer und ist der zuhörerstärkste Branchenpodcast im deutschsprachigen Raum.
Ab 2020 arbeitete Laubisch vorwiegend vor der Kamera unter anderem für Produktionen wie den Dortmunder Tatort, den Schwarzwald-Tatort, das „Haus der Träume“ oder der Spielfilm „Grenzer“, in dem er die Hauptrolle des DDR-Grenzsoldaten Frank spielte.
2021 drehte Laubisch sein Regie- und Drehbuchdebüt „Soleil de Midi“ in französischer Sprache für die Webserie „Strings Attached“, welche auf internationalen Festivals, wie zum Beispiel dem WebFest Seoul und dem News Jersey Webfest, diverse Preise gewann.
Seit 2022 wohnt Laubisch wieder in seiner Heimat – in Berlin-Köpenick – und steht auch wieder auf den Theaterbühnen der Republik, unter anderem im Theater und Orchester Neubrandenburg/Neustrelitz und an der Vorpommerschen Landesbühne.
Im September 2023 erschien mit „Berliner in Freiheit“ sein Debüt als Buchautor beim Verlag Brandes, welches zum Teil autobiographische Geschichten aus der Jugend rund um Graffiti und das Berlin der 2000er Jahre erzählt.
Dozententätigkeiten führten ihn bis jetzt an die Starter Schauspielschule in Berlin, die Schauspielschule Zerboni, das IFL (Institut für Lebenskompetenz) und das Junior House in Köln.

## Filmografie
Als Schauspieler
- 2018: SOKO Hamburg
- 2019: Anziehungskraft (Fernsehfilm)
- 2019 Tatepocate
- 2021: Je suis Karl
- 2021: Grenzer
- 2021: Wo ist meine Schwester (Fernsehfilm)
- 2022: Tatort: Liebe mich (Fernsehreihe)
- 2022: Das Haus der Träume (Fernsehserie)
- 2023: Tatort: Letzter Ausflug Schauinsland (Fernsehreihe)
- 2023: Stark Fitness (Fernsehserie)
- 2023: Jeder stirbt für sich allein (Dokumentarfilm)
- 2023: Wo wir sind, ist oben (Fernsehserie)
- 2023: Auferstanden aus Ruinen (Spielfilm)
- 2024: Spreewaldklinik (Fernsehserie)
- 2024: Deadlines 3 (Fernsehserie)
- 2024: Ghosts (Fernsehserie)
- 2024: Sunny TV (Teaser)
- 2025: Die Cooking Academy
- 2025: Babylon Berlin
- 2025: Kudamm'77

Als Drehbuchtor / Regisseur / Produzent
- 2021: Strings Attached (Serie) (Drehbuch und Regie)
- 2023: Tickets Please (Produktion)
- 2024: Sunny TV (Produktion)

## Diskografie
- 2006: Zwischen den Fronten / Entre les fronts
- 2008: Low Budget Mixtape
- 2008: Low Budget Promotape
- 2009: French Connections 1
- 2010: French Connections 2
- 2011: Lost in Translation, EP mit Knightstalker
- 2011: Raider heißt jetzt Twix, EP mit Demskut
- 2012: Le Produit de Berlin
- 2014: French Connections 3
- 2016: Foreigners, mit Knightstalker
- 2018: Dekaden
- 2020: Ganz schön frech, EP mit SkinnyTis
- 2021: Vagabund, EP
- 2022: November
- 2024: Chamäleon
- 2025: French Connections X

## Belege
1. ↑  Johann-Christof Laubisch – Mittelsächsisches Theater. In: mittelsaechsisches-theater.de. Archiviert vom Original am 23. August 2016; abgerufen am 22. August 2016.
2. ↑  Martina Morasso: Rencontre. In: tanznetzdresden.de. Archiviert vom Original am 28. Mai 2018; abgerufen am 1. Dezember 2019.
3. ↑  Spielplatz – Der Schauspielpodcast Podcast Download ~ Audio Podcast von Johann Christof Laubisch, Franziska Benz & Cedric Sprick ~ Audiopodcast 733267. In: podcast.de. Abgerufen am 7. April 2022.
4. ↑  Theater Neubrandenburg / Neustrelitz: WER HAT ANGST VOR VIRGINIA WOOLF? von Edward Albee. 4. März 2023, abgerufen am 17. Juni 2024 (deutsch).
5. ↑  Renate Brandes: BIF CREW – Berliner in Freiheit – Bildband. Abgerufen am 17. Juni 2024 (deutsch).

| Personendaten    | Personendaten                                 |
| ---------------- | --------------------------------------------- |
| NAME             | Laubisch, Johann-Christof                     |
| ALTERNATIVNAMEN  | First, Le (Pseudonym)                         |
| KURZBESCHREIBUNG | deutsch-französischer Schauspieler und Rapper |
| GEBURTSDATUM     | 14. November 1986                             |
| GEBURTSORT       | Berlin, Deutschland                           |